# Плеша (Галац)
Плеша (рум. Pleșa) — село у повіті Галац в Румунії. Входить до складу комуни Берешть-Мерія.
Село розташоване на відстані 234 км на північний схід від Бухареста, 80 км на північ від Галаца, 114 км на південь від Ясс.

## Населення
За даними перепису населення 2002 року у селі проживали 792 особи, з них 791 особа (99,9%) румунів. Рідною мовою 791 особа (99,9%) назвала румунську.